# Alan Orr Anderson
Alan Orr Anderson (1879 – 1958) è stato uno storico scozzese.
Figlio del reverendo John Anderson e di Ann Masson, Anderson studiò presso la Royal High School di Edimburgo, per poi laurearsi presso l'Università di Edimburgo.
Nel 1908, dopo cinque anni di lavoro promosso dalla Carnegie Trust, ha pubblicato Scottish Annals from English Chroniclers, una raccolta di fonti abbastanza comprensibile sulla storia della Scozia prima del 1286, scritte da autori inglesi o editorialisti nati in Inghilterra. Quattordici anni più tardi, Anderson ha pubblicato un lavoro in due volumi con il titolo Early Sources of Scottish History, A.D. 500 to 1286, una raccolta simile ma più larga e basata su materiale non in lingua inglese ma goideliche. In un certo senso, questa raccolta si sovrappone con quella intitolata Chronicles of the Picts and Scots e realizzata da William Forbes Skene nel 1867, con la differenza di essere tradotta in lingua inglese.
Gli anni passati a leggere complicati manoscritti, in luce opaca sono stati forse la causa del grave abbassamento della vista di Anderson, che per un lungo periodo di tempo, fu costretto a farsi leggere i testi, dapprima da uno studente ed in seguito da sua moglie Marjorie Cunningham. Morì il 9 dicembre 1958.
Attualmente, la maggior parte di coloro che studiano la storia scozzese, lavorano sui tre volumi di Anderson. Di conseguenza, molti dei corsi di studio della storia scozzese sono basati su quello che Anderson scelse di pubblicare o di non pubblicare. Nel 1990 e 1991, le raccolte sono state ristampate dalla Paul Watkins Publishing, società con sede a Stamford.